# Vixiège
Die Vixiège ist ein Fluss in Frankreich, der im Département Aude, in der Region Okzitanien verläuft. Ihr Quellbach Ruisseau de Dabant entspringt im Gemeindegebiet von Saint-Gaudéric und entwässert zunächst nach Nordost bis Nord. Später dreht die Vixiège auf West bis Nordwest und mündet nach rund 34 Kilometern unterhalb von Belpech als rechter Nebenfluss in den Hers-Vif.

## Orte am Fluss
- Orsans
- Plaigne
- Belpech